# Checkpoint Rock
Checkpoint Rock. Canciones des de Palestina o حاجر الصخرة. موسيقى تضرب الجدران, Ḥājiz aṣ-Ṣaẖra. Mūsīqà taḍribu al-judrān, ‘Checkpoint Rock. Música que colpeja els murs', és un documental musical basc de 2009 dirigit i escrit per Fermin Muguruza i Javier Corcuera amb l'objectiu de mostrar la cultura musical palestina. La pel·lícula es va rodar als barris àrabs de Tel-Aviv, a ciutats israelianes i en camps de refugiats a Cisjordània i la Franja de Gaza.
Es va estrenar al Festival de Cinema de Drets Humans de Sant Sebastià l'abril de 2009. També es va representar el 21 d'agost al Teatre Al-Kasaba de Ramal·lah i a les ciutats de Haifa, Acre i Natzaret. El 25 de setembre es va estrenar a la secció Zinemira-Basque Film Panorama del Festival Internacional de Cinema de Sant Sebastià. Posteriorment, el 16 d'octubre, es va estrenar a les pantalles dels cinemes comercials, en versió original amb subtítols en basc o castellà, després que la productora basca Barton Films signés un acord amb les distribuïdores Filmanova i K2000.

## Argument
El documental comença amb les imatges del funeral del poeta nacional de Palestina, Mahmud Darwix i, a continuació, entrevista músics palestins mostrant les dificultats de la seva vida quotidiana fruit de l'ocupació i repressió israeliana. Hi són presents DAM, Amal Murkus, Safaa Arapiyat, Khalas, Walla'at, Muthana Shaban, Suhell, Habib Al-Deek, Ayman PR, Shadi Al-Assi, Sabreen i Le Trio Joubran. També hi va participar Manu Chao.